# Ministère de l'Intérieur (Canada)
Pour les articles homonymes, voir Ministère de l'Intérieur.
Le ministère de l'Intérieur (anglais : Department of the Interior) est un ancien ministère du gouvernement fédéral du Canada.
Il remplace en 1873 le secrétaire d'État des Provinces avec la responsabilité de la gestion des terres appartenant au gouvernement fédéral, des affaires indiennes et de l'exploitation des ressources naturelles. Le ministre de l'Intérieur était d'office surintendant général des Affaires indiennes.
En 1936, alors que Thomas Alexander Crerar est à la fois ministre de l'Intérieur, ministre de l'Immigration et de la Colonisation, surintendant général des Affaires indiennes et ministre des Mines, ces portefeuilles sont regroupés au sein d'un unique ministère des Mines et des Ressources.